# Александар Етол
Александар Етол (стгрч. Ἀλέξανδρος ὁ ΑἰτωλόςἈλέξανδρος ὁ Αἰτωλός; Alexandros ho Aitōlos) или Александар Етолијанац, био je хеленистички песник и граматичар.
Радио је у Александријској библиотеци и писао је поезију у различитим жанровима. Дела су му данас скоро потпуно изгубљена. Он је једини познати етолски песник антике.

## Биографија
Александар је био родом из Плеурона у Етолији. Савременик Калимаха и Теокрита, рођен је оквирно 315. године пре нове ере, а према енциклопедији Суди имена његовог родитеља била су Сатирос и Стратоклеја. До 280-тих година био део групе академских радника који су радили у Александријској библиотеци, где му је Птолемеј II Филаделф наложио да организује и исправи текстове трагедија и сатиричних драма у збирци Библиотеке. Касније је заједно са Антагором и Аратом боравио на двору македонског краља Антигона II Гоната.
Поред научног рада, Александар је био свестран песник који је стварао стихове у различитим метрима и жанровима, иако је сачувано само око 70 редова његовог дела, углавном у кратким фрагментима које цитирају каснији извори.
Савременици су му се дивили због његових трагедија, што му је донело место међу седам александријских трагичара који су чинили такозвану <i>Трагичну плејаду</i>.
Једна од његових трагедија (или можда сатиричних драма), Astragalistai („Играчи зглобова“), описује убиство колеге студента од стране младог Патроклоса. Александар је такође писао епове или епилије, од којих је сачувано неколико имена и кратких фрагмената: Halieus („Рибар“), о богу мора Глауку, и Krika или Kirka. Најдужи сачувани пример његовог дела је одломак са 34 реда из Аполона, песме у елегијским двостихима, која прича причу о Антеју и Клеобеји. Неколико других елегијских фрагмената наводе други аутори, а два епиграма у Грчкој антологији обично се сматрају његовим делом.
Антички извори га такође описују као писца кинаидоија (опсцених стихова, познатих еуфемистички као јонске песме).

## Издања дела
- A. Meineke, Analecta alexandrina (Berlin 1843), pp. 215–251.
- J. U. Powell, Collectanea alexandrina: Reliquiae minores poetarum graecorum aetatis ptolemaicae, 323–146 A.C. (Oxford 1925), pp. 121–129.
- E. Magnelli, Alexandri Aetoli testimonia et fragmenta (Florence 1999).
- J. L. Lightfoot, Hellenistic Collection (Loeb Classical Library: Cambridge, Mass. 2009), pp. 99–145 (са енглеским преводом).